# Majdnem híres
A Majdnem híres (eredeti cím: Almost Famous) 2000-ben bemutatott amerikai filmvígjáték-dráma, melyet Cameron Crowe rendezett. A főbb szerepekben Billy Crudup, Frances McDormand, Kate Hudson és Patrick Fugit látható. 

## Rövid történet
A Rolling Stone magazin tizenéves újságírója az 1970-es évek elején a Stillwater nevű rockbandával turnézik, miközben az első címlapsztoriján dolgozik.

## Cselekmény
|  | Alább a cselekmény részletei következnek! |

1973-ban a 15 éves San Diegó-i William Miller (Patrick Fugit) a rockzene megszállottja. William az édesanyjával, Elaine-nel (Frances McDormand) és nővérével (Zooey Deschanel) él együtt, a helyi lapba írogat zenei kritikákat kisebb bandákról. Telefonhívást kap a híres Rolling Stone magazintól és felkérik, hogy írjon turnécikket a Stillwater nevű zenekarról. Bár William  a rockzene rajongója és írói stílusa is kitűnő, a megbízói nem tudják róla, hogy csupán 15 éves.
|  | Itt a vége a cselekmény részletezésének! |

## Szereplők
| Színész                | Szerep                              | Magyar hang       |
| ---------------------- | ----------------------------------- | ----------------- |
| Patrick Fugit          | William Miller                      | Szvetlov Balázs   |
| Michael Angarano       | William gyermekként                 | Stukovszky Tamás  |
| Billy Crudup           | Russell Hammond                     | László Zsolt      |
| Frances McDormand      | Elaine Miller                       | Kiss Mari         |
| Kate Hudson            | Pennie Lane Trumbull / Lady Goodman | Nemes Takách Kata |
| Jason Lee              | Jeff Bebe                           | Epres Attila      |
| Zooey Deschanel        | Anita Miller                        | Juhász Réka       |
| Anna Paquin            | Polexia Aphrodisia                  | Vadász Bea        |
| Fairuza Balk           | Sapphire                            | Bálint Sugárka    |
| Bijou Phillips         | Estrella Starr                      |                   |
| Noah Taylor            | Dick Roswell                        | Scherer Péter     |
| Philip Seymour Hoffman | Lester Bangs                        | Sörös Sándor      |
| Terry Chen             | Ben Fong-Torres                     | Kárpáti Levente   |
| Jay Baruchel           | Vic Munoz                           |                   |
| Jimmy Fallon           | Dennis Hope                         | Breyer Zoltán     |
| Rainn Wilson           | David Felton                        | R. Kárpáti Péter  |
| Mark Kozelek           | Larry Fellows                       |                   |
| Liz Stauber            | Leslie Hammond                      | Ullmann Zsuzsa    |
| Zack Ward              | Joseph L. Campbell                  |                   |
| John Fedevich          | Ed Vallencourt                      |                   |
| Eric Stonestreet       | Sheldon, hivatalnok                 |                   |
| Marc Maron             | dühös promóter                      |                   |
| Peter Frampton         | Reg                                 |                   |
| Mitch Hedberg          | Eagles menedzsere                   |                   |

## A film készítése
Cameron Crowe-t, a film rendezőjét saját élettörténete inspirálta: 1976-ban, 16 éves korában ő is a Rolling Stone társszerzője volt. A rendező ugyanakkor a kor hangulatának felidézésére és a kortárs zenékre összpontosít, nem pedig személyes élményeire. A filmbeli Stillwater egy kitalált csapat: Crowe tizenévesen a The Allman Brothers Band nevű zenekarral turnézott együtt, a filmbeli repülőút-krízist a The Who-val élte át.

## Díjak
- Oscar-díj (2001)
  - díj: Legjobb eredeti forgatókönyv – Cameron Crowe
- BAFTA-díj (2001)
  - díj: Legjobb forgatókönyv – Cameron Crowe
  - díj: Legjobb hang
- Golden Globe-díj (2001)
  - díj: Legjobb komédia vagy musical
  - díj: Legjobb női mellékszereplő (Kate Hudson)

## Fordítás
- Ez a szócikk részben vagy egészben  az   Almost Famous című angol Wikipédia-szócikk fordításán alapul.  Az eredeti cikk szerkesztőit annak laptörténete sorolja fel. Ez a jelzés csupán a megfogalmazás eredetét és a szerzői jogokat jelzi, nem szolgál a cikkben szereplő információk forrásmegjelöléseként.